# Ravne (Železniki, Slovenija)
Ravne je naselje u slovenskoj Općini Železniku. Ravne se nalazi u pokrajini Gorenjskoj i statističkoj regiji Gorenjskoj. 

## Stanovništvo
Prema popisu stanovništva iz 2002. godine naselje je imalo 6 stanovnika.